# エイベル・アップシャー

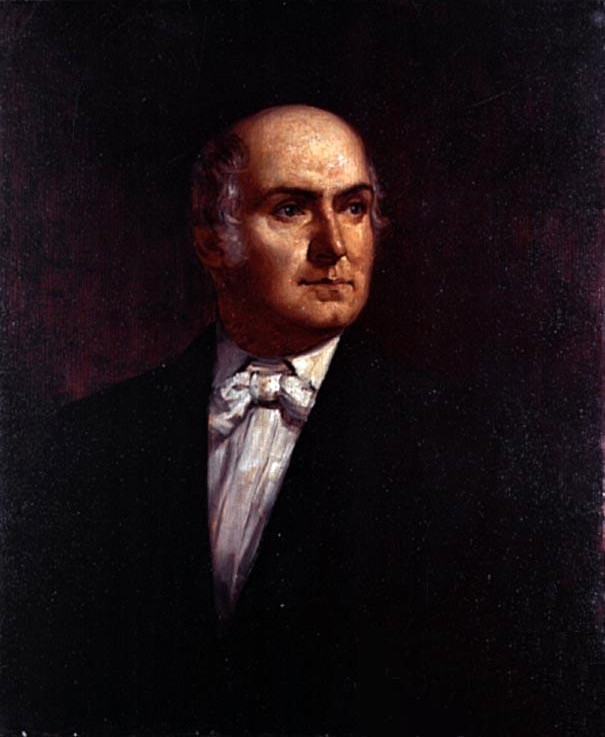
エイベル・アップシャー

エイベル・パーカー・アップシャー（Abel Parker Upshur、1790年6月17日 - 1844年2月28日）は、アメリカ合衆国の弁護士、政治家。
1841年から1843年まで第13代アメリカ合衆国海軍長官を、1843年から1844年まで第15代アメリカ合衆国国務長官を務めた。

## 青年期とバージニアでの政治
1790年、アップシャーはバージニア州ノーザンプトン郡においてリトルトン・アップシャーの息子として生まれた。アップシャーはイェール大学とプリンストン大学で法律を学び、1810年にバージニア州から弁護士として認可を受け、同年にバージニア州で弁護士業を開業した。
1811年、アップシャーはメリーランド州ボルチモアへと移ったが、間もなくバージニア州リッチモンドへと戻った。そしてそこで弁護士として名を馳せるようになり、州の政治に活発に参加するようになった。
1812年、アップシャーはバージニア州下院議員に選出され、翌1813年までの1期、下院議員を務めた。退任後、アップシャーはバージニア州の検察官となり、さらにアメリカ合衆国下院議員選挙にも出馬したが、失敗に終わった。アップシャーは1825年に再びバージニア州下院議員となり、その後1827年まで下院議員を務め、1829年から1830年まではバージニア州憲法制定会議を務めた。また1826年から1841年まではバージニア州の裁判官も務めた。

## 海軍長官
1841年、ジョン・タイラーがアメリカ合衆国大統領に就任すると、同年10月にアップシャーを第13代アメリカ合衆国海軍長官として指名し、アップシャーは国政に参加することになった。アップシャーは海軍長官として、アメリカ海軍の改革と再編を強く主張し、装備の近代化を図った。アップシャーは1841年10月11日から1843年7月23日まで海軍長官を務め、海軍評議委員会の支局制度への置き換え、海軍士官の体系化、海軍への予算割当額の増額、新たな蒸気艦船の建造、海軍観測所や水路部の設立などを行った。またアップシャーは1840年に『連邦政府の本質と特徴：合衆国憲法下における裁判の再評価』という本を発表した。

## アメリカ合衆国国務長官
1843年、ダニエル・ウェブスターの国務長官辞任に伴い、ジョン・タイラー大統領はアップシャーを後任の国務長官として指名した。アップシャーは国務長官就任に伴い海軍長官を辞任し、後任の海軍長官にはデイヴィッド・ヘンショウが着任した。

## プリンストン号の爆発
1844年2月28日、アップシャーはタイラー大統領をはじめとする多くの政府高官とともに蒸気船プリンストン号の進水式を視察するためポトマック川を訪れた。しかしながら視察中、装備されていたピースメーカー砲が爆発事故を起こし、海軍長官トマス・ギルマーら数人の高官とともにアップシャーは死亡した。アップシャーの遺体は、ワシントンD.C.の議会墓地に埋葬された。その後、アップシャーの遺体は1874年にオークヒル墓地に埋めなおされた。

## 名誉
アップシャーの功績を称えて、以下の艦船にアップシャーの名が付けられた。
- エイベル・P・アップシャー (DD-193)
- SS Abel Parker Upshur

また、アップシャーの名は以下の地名に付けられている。
- ウェストバージニア州アップシャー郡
- テキサス州アップシャー郡
- ワシントンD.C.北西部のアップシャー通り